# Internationaler Wolkenatlas
Der Internationale Wolkenatlas ist ein von der Weltorganisation für Meteorologie herausgegebener Atlas zur internationalen Vereinheitlichung der Symbolik und Methodik bei der Beobachtung von Wolken. In den Grundzügen seiner Systematik auf die Arbeiten des britischen Naturforschers Luke Howard (1772–1864) zurückgehend, enthält der Atlas zahlreiche typische Wolkenbilder, anhand derer sich Wolken eindeutig einer von 27 verschiedenen Wolkenarten zuordnen lassen, wobei jeder dieser Wolkenarten außerdem ein charakteristisches Symbol zugeordnet wird. Im März 2017 kam dann nach 1987 die nächste Neuauflage heraus, in der auch zusätzliche, bisher nicht dort beschriebene Wolkenarten eingeführt wurden.